# Leçons d'harmonie
Pour plus de détails, voir Fiche technique et Distribution.
Leçons d'harmonie (en kazakh : Асланның сабақтары ; en russe : Уроки гармонии (Uroki garmonii)) est un film dramatique germano-franco-kazakh écrit, réalisé et monté par Émir Bayğazin, sorti en 2013.
Le film est sélectionné en « compétition officielle » à la Berlinale 2013 et y est récompensé de l'Ours d'argent de la meilleure contribution artistique pour le travail du directeur de la photographie Aziz Zhambakiyev.

## Synopsis
Vivant avec sa grand-mère dans un village du Kazakhstan, un collégien est souvent humilié, devant ses camarades, par un jeune chef de bande qui lui extorque de l'argent comme tous les autres adolescents. En voilà assez de cette brutalité, il prépare une terrible vengeance.

## Fiche technique
- Titre original : Асланның сабақтары
- Titre anglais international : Harmony Lessons
- Titre français : Leçons d'harmonie
- Réalisation : Emir Baïgazin (en)
- Scénario : Emir Baïgazin
- Direction artistique : Juliya Levitskaya
- Décors : Yuliya Levitskaya
- Costumes : Ulan Nugumanov
- Photographie : Aziz Zhambakiyev
- Son : Erlan Ytepbergenov
- Montage : Emir Baïgazin
- Production : Anna Katchko
- Sociétés de production : Kazakhfilm Studios ; Arizona Films et Rohfilm (coproductions)
- Société de distribution : Arizona Distribution (France)
- Pays d'origine :  Kazakhstan,  France et  Allemagne
- Langues originales : kazakh et russe
- Format : couleur - 1,85:1 - Dolby Digital
- Genre : drame
- Durée : 120 minutes
- Dates de sortie :
  - Allemagne : 14 février 2013 (Berlinale)
  - Suisse : 8 août 2013 (Festival international du film de Locarno)
  - France : 26 mars 2014

## Distribution
- Timur Aidarbekov : Aslan
- Aslan Anarbayev : Bolat, le chef de clan du collège
- Mukhtar Andassov : Mirsayin
- Anelya Adilbekova : Akzhan, la belle fille du collège
- Omar Adilov : Mad
- Adlet Anarbekov : Takhir
- Daulet Anarbekov : Damir
- Nursultan Nurbergenov : Maksat
- Nurdaulet Orazymbetov : Daniyar
- Erasyl Nurzhakyp : Arsen
- Assan Kirkabakov : Shokan
- Ramazan Sultanbek : Gani
- Beibitzhan Muslimov : le détective privé
- Bagila Kobenova : la grand-mère d'Aslan

## Production
Leçons d'harmonie est tourné au Kazakhstan.

## Accueil

### Sorties internationales
L'avant-première mondiale a lieu le 14 février 2013 au Berlinale en Allemagne.
En France, il est projeté en octobre 2013 au Festival international du film de La Roche-sur-Yon, en novembre 2013 au Festival international du film d'Amiens et en janvier 2014 au Festival Premiers Plans d'Angers avant sa sortie nationale en mars 2014.

### Accueil critique
David Rooney de The Hollywood Reporter en février 2014 partage son avis positif : « c'est à la fois frappant et surréaliste, étrange et beau, (…) il est tout à fait fascinant ».
Laurent Beauvallet d'Ouest-France, ayant participé au Festival Premiers Plans d'Angers en janvier 2014, prévient que « les scènes de violence inouïe qui nourrissent ce film tourné au Kazakhstan sont trop insupportables ».
Certains lui reprochent une esthétique de « film de festival » et le trouvent lent et vide, mais Nathan Renaud, sur accreds.fr souligne qu'« Emir Baigazin a lui-même parfaitement conscience de son geste en situant sa première séquence dans un cadre rural de film de festival – kazakh qui plus est. Le naturalisme nous quitte dès que Aslan passe dans le monde moderne du lycée. Avec lui, Leçons d’harmonie change d’univers pour flirter avec la science-fiction dystopique et le teen-movie ». Les leçons du lycée et leur rationalité (Joule, Darwin, Gandhi), ne conjurent pas la violence.
Jean-Michel Frodon : « Leçons d’harmonie met en jeu l’idée très archaïque et très contemporaine qu’on a (abusivement) baptisé le darwinisme social [...]. Le film inscrit son récit propre dans des réseaux de plus en plus étendus, ceux des systèmes de racket et de contrôle social par des organisations mafieuses rivales, ceux du rôle de l’autorité publique, de la directrice du lycée à la police, les rapports capitale/province et ville/campagne, ceux de la modernisation libérale, ceux de la religion et des différents régimes de croyance et de superstition, dont font aussi partie, à côté de l’islam et de l’animisme, l’idéal éducatif, l’organisation administrative ou le miroir aux alouettes des nouvelles technologies du loisir et leur pouvoir addictif. Il faudrait y ajouter encore les abîmes psychiques. Là rôdent le désir sexuel, et simultanément les fantasmes de pureté [...], la terreur du regard des garçons éprouvés par la jeune fille, [...] les pulsions sadiques [qui] ne sont nullement réservées aux « méchants » de l’histoire. »
Franck Nouchi, dans Le Monde : « Un film sur la nature humaine et ses pulsions violentes. Un film sur la guerre intérieure qui peut s'emparer de chacun d'entre nous jusqu'à nous ravager. Un film sur l'art et la manière de se retrouver en paix avec soi-même, sinon avec les autres. »
Isabelle Danel, dans Première : « Qu’est-ce que la violence ? D’où vient-elle ? Comment perdure-t-elle ? Y a-t-il une place pour le pardon quand règne la loi du plus fort ? Une image en gris bleutés, des plans fluides aux cadrages rigoureux, des dialogues minimalistes : tout ici est maîtrisé. De cette chronique de la bestialité, où les animaux sont des victimes et où les bourreaux périssent, où toute chaleur humaine est proscrite, on ressort secoués et grelottants. »

## Distinctions

### Récompenses
- Berlinale 2013 : « Compétition officielle » - Ours d'argent de la meilleure contribution artistique pour Aziz Zhambakiyev
- Festival international du film d'Amiens: Grand prix - Licorne d'Or, et prix d'interprétation masculine
- Festival international du film de Flandre-Gand 2013 : « Mention spéciale »
- Festival international du film de São Paulo 2013 :
  - Critics Special Award
  - Prix du Jury du meilleur film
- Festival du film de Tribeca 2013 : Prix spécial du jury du meilleur nouveau film
- Festival international du film de Varsovie 2013 : NETPAC Award
- Tokyo Filmex 2013 : Prix spécial du jury
- Prix du Syndicat français de la critique de cinéma et des films de télévision 2014 : Meilleur premier film étranger

### Nominations et sélections
- AFI Fest 2013
- Berlinale 2013 : sélection officielle
- Festival international du film Cinemanila 2013 : « International competition » - Lino Brocka Award
- Festival international du film de Flandre-Gand 2013 : Grand Prix du meilleur film
- Oslo Films from the South Festival 2013 : Meilleur film
- Tokyo Filmex 2013 : Grand prix
- Festival du film de Tribeca 2013
- Festival international du film de Vancouver 2013
- Asian Film Awards 2014 : Meilleur directeur de la photographie pour Aziz Zhambakiyev